# Fonni
Fonni (en sard, Fonne) és un municipi italià, dins de la província de Nuoro. L'any 2007 tenia 4.371 habitants. Es troba a la regió de Barbagia di Ollolai, al pendent septentrional del Gennargentu. Limita amb els municipis de Desulo, Gavoi, Lodine, Mamoiada, Orgosolo, Ovodda i Villagrande Strisaili (OG).

## Administració
| Període | Identitat      | Partit        |
| ------- | -------------- | ------------- |
| 2005-   | Antonino Coinu | Llista Cívica |